# 空き家バンク制度
空き家バンク制度（あきやバンクせいど）は、日本の地方公共団体や民間企業が、地域内にある空き家の流通・活用促進を目的として、土地家屋の所有者から集めた情報をウェブサイトなどで公開し、購入・居住希望者に提供する制度。
地方公共団体が設置する空き家バンクは、国土交通省の調べによると2022年6月時点で日本の約7割の地方公共団体に導入されている。
2024年7月には、民間による空き家バンクも登場した。

## 事例

### 関東学院大学での空き家プロジェクト
神奈川県横須賀市追浜の谷戸地域にある空き家を、シェアハウスとして改修し、活用する取り組み。2015年に完成したシェアハウスには、すでに数人の学生が住んでいる。

### 京町家アクションプラン21
京都府京都市。京町家の保全・再生を促進するための支援策として策定された取り組み。現代的役割を評価し，保全・再生に関わる課題を整理し，21項目の内容をアクションプラン21として取りまとめ、空き家の改善につなげた。

## 課題
国土交通省は、2021年2月の発表資料で、以下の点を指摘している。
- 未設置の自治体では、予算・人員等の不足から、空き家バンク制度が構築できない状況が考えられる。
- 新型コロナウイルス感染症拡大によるオフィスや住宅へのニーズの変化、二地域居住などへの関心が高まる一方での、空き家・空きスペースの活用についてのノウハウの不足。

空き家バンクを運営するにあたっては、不動産取引の実務に精通した民間企業との連携が不可欠で、事実、約50％の自治体が地元の不動産業界などと連携している。このため、従来の不動産流通の仕組みが抱える問題点がそのまま空き家バンクの課題となっている。行政の行う空き家バンクは、実際は窓口が役所になっているだけで、不動産流通の仕組みそのものは旧来のものと何ら変わりがないとする指摘がある。

## 民間の取り組み
民間企業であるホームズ（LIFULL社）とアットホームが運営する「全国版空き家バンク」がある。ただしこれらは全国の市町村の空き家バンクの情報を集約し、閲覧しやすくしたサイトであった。2024年7月には「セルフセル方式」での不動産売買を促進する家いちばが独自に民間版「空き家バンク」をリリースした。